# کاروانسرای چاه ریگ
کاروانسرای چاه ریگ مربوط به دوره صفوی تا دوره افشار است و در شهرستان اردکان، بخش عقدا، دهستان نارستان، روستای چاه ریگ واقع شده و این اثر در تاریخ ۲۷ بهمن ۱۳۸۷ با شمارهٔ ثبت ۲۴۷۳۳ به‌عنوان یکی از آثار ملی ایران به ثبت رسیده است.